# ستيفن كونواي
ستيفن كونواي (بالإنجليزية: Steven Conway)‏ (6 أكتوبر 1977 في المملكة المتحدة - ) هو ملاكم بريطاني، صنّف ضمن فئة وزن الريشة السوبر ‏ ووزن الويلتر والوزن المتوسط ووزن خفيف الوسط ‏ ووزن الخفيف والوزن المتوسط الخفيف ‏.

## إحصائيات
خاض خلال مسيرته 46 نزالا.

## روابط خارجية
- ستيفن كونواي على موقع بوكس ريك (الإنجليزية) (registration required)